# Eriastrum
Eriastrum é um género botânico pertencente à família Polemoniaceae.

## Espécies
- Eriastrum abramsii
- Eriastrum brandegeeae
- Eriastrum densifolium
- Eriastrum diffusum
- Eriastrum eremicum
- Eriastrum filifolium
- Eriastrum hooveri
- Eriastrum luteum
- Eriastrum pluriflorum
- Eriastrum sapphirinum
- Eriastrum sparsiflorum
- Eriastrum virgatum
- Eriastrum wilcoxii